# Enchenopa apicalis
Enchenopa apicalis är en insektsart som beskrevs av Carl Stål. Enchenopa apicalis ingår i släktet Enchenopa och familjen hornstritar. Inga underarter finns listade i Catalogue of Life.